# Bactrododema bayeri
Bactrododema bayeri är en insektsart som först beskrevs av Henri Schouteden 1917.  Bactrododema bayeri ingår i släktet Bactrododema och familjen Diapheromeridae. Inga underarter finns listade.